# Katastrofa kolejowa w Juliance
Katastrofa kolejowa w Juliance miała miejsce 3 listopada 1976 roku około godziny 2:05 na stacji kolejowej Julianka koło Częstochowy (linia kolejowa nr 61 Kielce – Fosowskie).
W katastrofie brały udział dwa nocne pociągi pospieszne – nr 3503 (z Krakowa na Hel) i nr 2601 (z Lublina do Wrocławia). Do zdarzenia doszło w warunkach słabej widoczności, spowodowanej zamgleniem.
Na stacji zaplanowano wyprzedzanie pociągu 3503 (który skierowano na tor dodatkowy) przez pociąg 2601 (który przejechał przez Juliankę bez zatrzymania). Przed dojechaniem do kolejnej stacji, Turowa, pociąg 2601 nie zdołał podjechać pod wzniesienie, zatrzymał się, a następnie zaczął staczać się, aż dojechał z powrotem do stacji w Juliance. Nie spowodowało to reakcji maszynisty ani jego pomocnika (maszynista pociągu spał, natomiast prowadzący pociąg pomocnik maszynisty był pod wpływem alkoholu i zasnął zaraz po minięciu stacji Julianka). Mgła była tak gęsta, że nawet kierownik pociągu nie zorientował się, że pociąg zmienił kierunek jazdy.
W tym czasie, na stację Julianka wjechał pociąg 3503, który został zatrzymany przed semaforem wyjazdowym z powodu zajętego szlaku do Turowa przez pociąg 2601. Gdy pociąg 2601 wjechał z powrotem na stację Julianka, przejechał przez rozjazdy ustawione już pod wyjazd pociągu 3503 i znalazł się na torze zajętym przez ten pociąg. Ostatni wagon cofającego się pociągu uderzył w lokomotywę EU07-168 z prędkością 48 km/h.
Tragiczne w skutkach najechanie spowodowało śmierć 26 osób (20 osób zginęło na miejscu, 6 osób zmarło w drodze do szpitala), dalsze 120 osób zostało rannych (z czego 16 osób zostało trwale okaleczonych), straty materialne określono na 1,5 mln zł. Wśród osób poszkodowanych znajdowali się przede wszystkim pasażerowie ostatniego wagonu pociągu do Wrocławia, nic nie stało się natomiast drużynie trakcyjnej z uszkodzonej lokomotywy pociągu 3503 – maszynista i pomocnik uciekli do korytarza elektrowozu, chwilę przed katastrofą.
Wyrokiem Sądu Wojewódzkiego w Częstochowie, maszynista pociągu 2601 oraz jego pomocnik otrzymali karę 11 lat pozbawienia wolności, zaś ich dyspozytor trakcyjny otrzymał karę 2 lat pozbawienia wolności. Po apelacji do Sądu Najwyższego zmniejszono załodze pociągu karę do 7 lat więzienia, a dyspozytorowi wyrok zawieszono na 4 lata. Po rewizji nadzwyczajnej wniesionej przez prokuratora generalnego Sąd Najwyższy podwyższył wyrok dla maszynistów na 9 lat pozbawienia wolności.
Lokomotywa EU07-168 brała udział później w katastrofie kolejowej w Strażowie i została po niej zezłomowana. Pociąg nr 2601 prowadzony był dęblińską lokomotywą EU07-062.